# Robert Kämmerer-Rohrig
Robert Kämmerer-Rohrig (* 11. März 1893 in Wahlershausen bei Kassel; † 19. Januar 1977 in Schwalenberg) war ein lippischer Kunstmaler und Zeichner.

## Biografie
Robert Kämmerer-Rohrig wurde am 11. März 1893 als Sohn des Kunstmalers Robert Kämmerer in Wahlershausen, einem Dorf in der Nähe Kassels, geboren. Der zweite Name stammt von seiner Mutter, einer geborenen Rohrig. Vier Jahre später zog die junge Familie nach Berlin, weil der Vater hier bessere Verdienstmöglichkeiten erhoffte. Hier kopierte er Bilder bekannter französischer Impressionisten für zahlungskräftige Kunden. Schon bald konnte die Familie Kämmerer im Künstlervorort Zehlendorf in eine größere Wohnung mit Atelier umziehen. Sohn Robert, der das Talent seines Vaters geerbt hatte, besuchte das Gymnasium, das er 1912 verließ, um an der Preußischen Akademie der Künste in Berlin-Charlottenburg zu studieren. Seine Lehrer waren Professor Koch im Portraitzeichnen sowie die Professoren Paul Vorgang und Friedrich Kallmorgen in der Landschaftsmalerei.
1914 wurde Kämmerer-Rohrig Soldat und kam im Ersten Weltkrieg an die Westfront. Nach der Schlacht um Verdun im Jahr 1916 geriet er in französische Kriegsgefangenschaft, aus der er 1920 entlassen wurde. Er kehrte zunächst an die Akademie der Künste in Berlin zurück, um unter Olaf Jernberg das Studium zwei Semester lang fortzusetzen. Im gleichen Jahr heiratete er Elfriede Albrecht und ließ sich wie sein Vater in Berlin-Zehlendorf als freischaffender Künstler nieder. In der Gefangenschaft hatte er Alfons Aldegarmann kennengelernt, den er 1921 gemeinsam mit seiner Frau in dessen Heimatstadt Schwalenberg besuchte. Während des mehrwöchigen Aufenthalts entstanden eine Anzahl von Zeichnungen, Aquarellen und Ölbildern nach Motiven aus der Stadt und der sie umgebenden Landschaft. Das Ehepaar Kämmerer-Rohrig kam nun jedes Jahr im Sommer nach Schwalenberg. Im Jahr 1922 wurden sie vom Vater Robert Kämmerer begleitet und in der Folge betrachteten beide Kämmerer Schwalenberg als ihre Sommerresidenz, in der jeweils am Ende ihres Aufenthalts die neu entstandenen Bilder ausgestellt wurden. Manch anderer Kunstmaler aus der Großstadt kam ebenfalls nach Schwalenberg, um hier in der beschaulichen Ruhe zu leben und zu arbeiten.
Zur Unterscheidung von den Arbeiten seines Vaters hatte der Sohn seiner Signatur anfangs das Merkmal jr. und später seinen Geburtsort Cassel beigefügt. Nach dem Tod seiner Mutter 1928 nannte er sich offiziell nach ihren Geburtsnamen Kämmerer-Rohrig. Nach der Geburt des zweiten Sohnes zog die junge Familie 1929 in eine größere Wohnung in Berlin um. Zu Beginn der 1930er Jahre wurde Kämmerer-Rohrig zur Beteiligung einer Ausstellung der Berliner Akademie aufgefordert, an der auch Max Liebermann teilnahm. 1934 wurde er Mitglied im Verein Berliner Künstler. Er konnte sich daraufhin an weiteren Ausstellungen in Berlin und in anderen Großstädten beteiligen, die seinen Namen bekannt machten. Kämmerer-Rohrig war von 1937 bis 1942 auf allen Großen Deutschen Kunstausstellungen in München mit zumeist großdimensionierten Landschaftszeichnungen vertreten. Im Zweiten Weltkrieg zog die Familie in ein idyllisch gelegenes Holzhaus in Kleinmachnow am Rande Berlins. Kämmerer-Rohrig wurde zum Kriegseinsatz verpflichtet, bei dem man ihn als Turmbeobachter auf dem Bahnhof in Zehlendorf-West einsetzte. Nach dem Kriegsende gehörte Kleinmachnow zur sowjetischen Besatzungszone. Für den Kunstmaler gab es nun keine Aufträge mehr und er nahm erneut Verbindung zu Schwalenberg auf. Hier herrschte Wohnraumnot und erst 1949 konnte die Familie in den Westen nach Schwalenberg übersiedeln. Robert Kämmerer-Rohrig versuchte künstlerisch dort anzuknüpfen, wo er vor dem Krieg aufgehört hatte. In den 1950er Jahren entstanden Bilder nach Motiven aus der Schwalenberger Altstadt und der Landschaft im lippischen Südosten. Allerdings hatte das Interesse an seinen Arbeiten nachgelassen und die Ausstellungen im Schwalenberger Rathaussaal brachten wenig Verkäufe. Nur die kleine Schar treuer Bewunderer seiner Werke konnte einen wirtschaftlichen Bankrott abwenden.
1972 wurde das Institut für Lippische Landeskunde auf das künstlerische Werk von Robert Kämmerer-Rohrig aufmerksam. Nach langem Zögern willigte der Künstler zur Veranstaltung einer Retrospektive ein, die 1974 im Ausstellungsraum der damaligen Volksbank Detmold stattfand. Insgesamt 45 Werke aus dem Zeitraum von 1909 bis 1974 wurden präsentiert. Die Ausstellung fand bei den Kunstinteressenten große Resonanz, sehr zur Überraschung des Künstlers, der sich über zahlreiche Verkäufe freuen konnte. Der späte Erfolg ermunterte ihn, 40 weitere Federzeichnungen lippischer Landschaften anzufertigen und 1976 wiederum in der Volksbank auszustellen. Alle Exponate fanden ihren Käufer.
Robert Kämmerer-Rohrig starb am 19. Januar 1977 im Alter von fast 84 Jahren in Schwalenberg. Seine Frau überlebte ihn um vier Jahre. Beide haben ihre letzte Ruhestätte auf dem Friedhof in Schwalenberg gefunden.

## Werk
Robert Kämmerer-Rohrig leistete mit seinen Ölbildern, Aquarellen, Radierungen und Tusch-Federzeichnungen einen Beitrag, mit dem Schwalenberg seinen Ruf als Malerstadt festigte. Er war der einzige Maler, der dauerhaft seinen Wohnsitz in der Stadt hatte und der er mehr als 56 Jahre seines künstlerischen Schaffens widmete.
An der Preußischen Akademie der Künste Berlin-Charlottenburg hatte ihn besonders Friedrich Kallmorgen anfangs in seinem Malstil beeinflusst. Der junge Künstler bemühte sich jedoch, bald seinen persönlichen Stil zu finden und bevorzugte kräftige Farben und die große Perspektive. In vielen seiner Landschaftsbilder dominiert der Horizont, in dem die Straßen und Wege in der Ferne verschwinden. In der französischen Kriegsgefangenschaft begann er, auf kleinformatigen Kartonstücken Bleistift- und Tusch-Federzeichnungen zu erstellen. Später nach dem Krieg griff er diese Idee wieder auf, benutzte nun jedoch größere Formate für seine Tusch-Federzeichnungen, die Anerkennung beim fachkundigen Publikum fanden. In der Mitte der 1930er Jahre stand er auf dem Höhepunkt seines künstlerischen Schaffens. Er hatte seine großformatigen Ölbilder weiterentwickelt, die dargestellten großräumigen Landschaften variierten von hell bis dunkel und von weich bis hart, blieben jedoch stets dem naturalistischen, neuromantischen Stil verbunden. Die modernen Stilrichtungen, wie Expressionismus, Kubismus und sonstige Abstrakte Malerei, berührten Kämmerer-Rohrig kaum und er blieb bis zum Lebensende seiner Malweise treu.
...nachdem nun alles so vortrefflich dargestellt worden ist, kam es mir nicht auf den Gegenstand so sehr an, sondern tatsächlich nur darauf, dass es Kraft ausdrücken sollte, ob das nun eine Dämmerung war, die hinter einem dunklen Wald einen Mond andeutete oder ein Wolkenhimmel voller Bewegung und Kraft im Ausdruck, das war ganz gleich. Es musste das, was in allem mächtig ist, angedeutet und zum Ausdruck gebracht werden, dass es den Beschauer ansprach, ihm aus der Seele sprach...Aber man muss vor allem mit Freude schaffen, wie schon Walther von der Vogelweide sagte: "Nichts taugt ohne Freude." Dann ist es keine Arbeit, dann ist es ein Tätigsein das Freude macht. Wenn man etwas kann, spielt die Zeit keine Rolle, dann macht die Sache, wenn man sie kann, Freude, dann kommt man auch viel schneller und leichter zum Ziel.
In den 1950er Jahren arbeitete Kämmerer-Rohrig an großformatigen Landschafts-Ölbildern in seinem typischen Stil. Er malte Motive in und um Schwalenberg und nahm auch Auftragsarbeiten an. Zunehmend gestaltete er großformatige schwarzweiße Tusch-Federzeichnungen, die in seinen letzten Lebensjahren den überwiegenden Teil seiner Werke ausmachten. Es entstand ein Zyklus von 40 Arbeiten zur lippischen Landschaft und zu lippischen Bauwerken, die 1976 in Detmold erstmals ausgestellt wurden. Seine Bilder befinden sich heute überwiegend in Privatbesitz.